# Нояла
Нояла (+VI) — дева, мученица из Бретани, память 6 июля.

## Биография
Св. Нояла (Noyale), или Ноальуэн (Noaluen), или Нольвенн (Nolwenn), дева, была умучена в Бретани. Согласно преданию, св. Нояла была дочерью короля английского Уссига (Ussig). Получив христианское воспитание, она мало интересовалась радостями светской жизни, предавая себя молитве. Понуждаемая к браку с графом почтенного возраста, она бежала в Арморику, где стала вести отшельническую жизнь. Там она была схвачена местным правителем, известным как тиран Низон (Tyran de Nizon или Nezan), желавшим её соблазнить.
Получив отказ от св. Ноялы, тиран отрубил её св. главу. Взяв её в руки, она шла от Биньяна (fr:Bignan), места своей казни, до Понтиви.